# Vampyroteuthis infernalis
Vampyroteuthis infernalis, på svenska ofta kallad vampyrbläckfisk, är en liten djuphavslevande bläckfisk som förekommer i tempererade och tropiska oceaner. Unika känseltrådar som kan dras in i kroppen gör att den placeras i den helt egna ordningen Vampyromorphida (tidigare Vampyromorpha) som påminner om både åttaarmade och tioarmade bläckfiskar. Djuret kategoriseras som en levande fossil och är enda arten som finns kvar i ordningen. Den beskrevs första gången 1903 av den tyska zoologen och bläckfiskkännaren Carl Chun, som först kategoriserade den som en åttaarmad bläckfisk, men senare placerade den i en egen ordning tillsammans med flera utdöda taxa.

## Utseende
Vampyrbläckfisken kan bli upp till 30 cm, och är vanligtvis mellan 20 och 30 cm. Dess 15 cm geleartade kropp varierar i färg från totalt sammetssvart till ljusröd, beroende på var den befinner sig och ljusförhållanden. De åtta armarna är förenade med en sorts simhud som ser ut som en kappa, och armarna har rader med köttiga taggar, så kallade cirri. Insidan av "kappan" är svart. Den halva av armarna som är längst bort från kroppen har sugkoppar. Dess glasklara runda ögon, som verkar röda eller blå beroende på ljus, är proportionellt de största ögonen hos något djur och mäter 2,5 cm i diameter. Det är kombinationen av vampyrbläckfisken färg, form och röda ögon som gett den dess namn – den lever inte på blod.

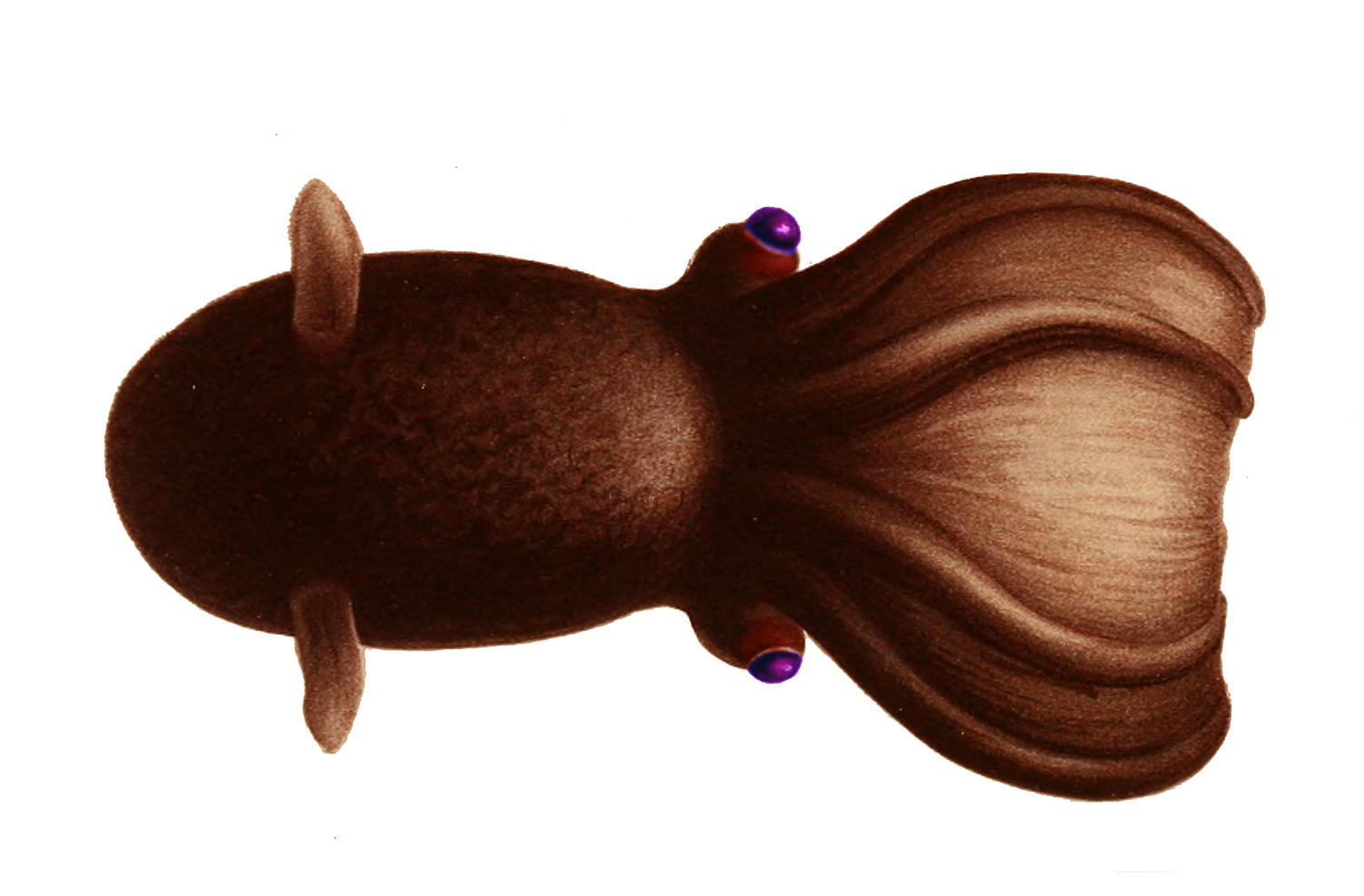
Ryggsidan.

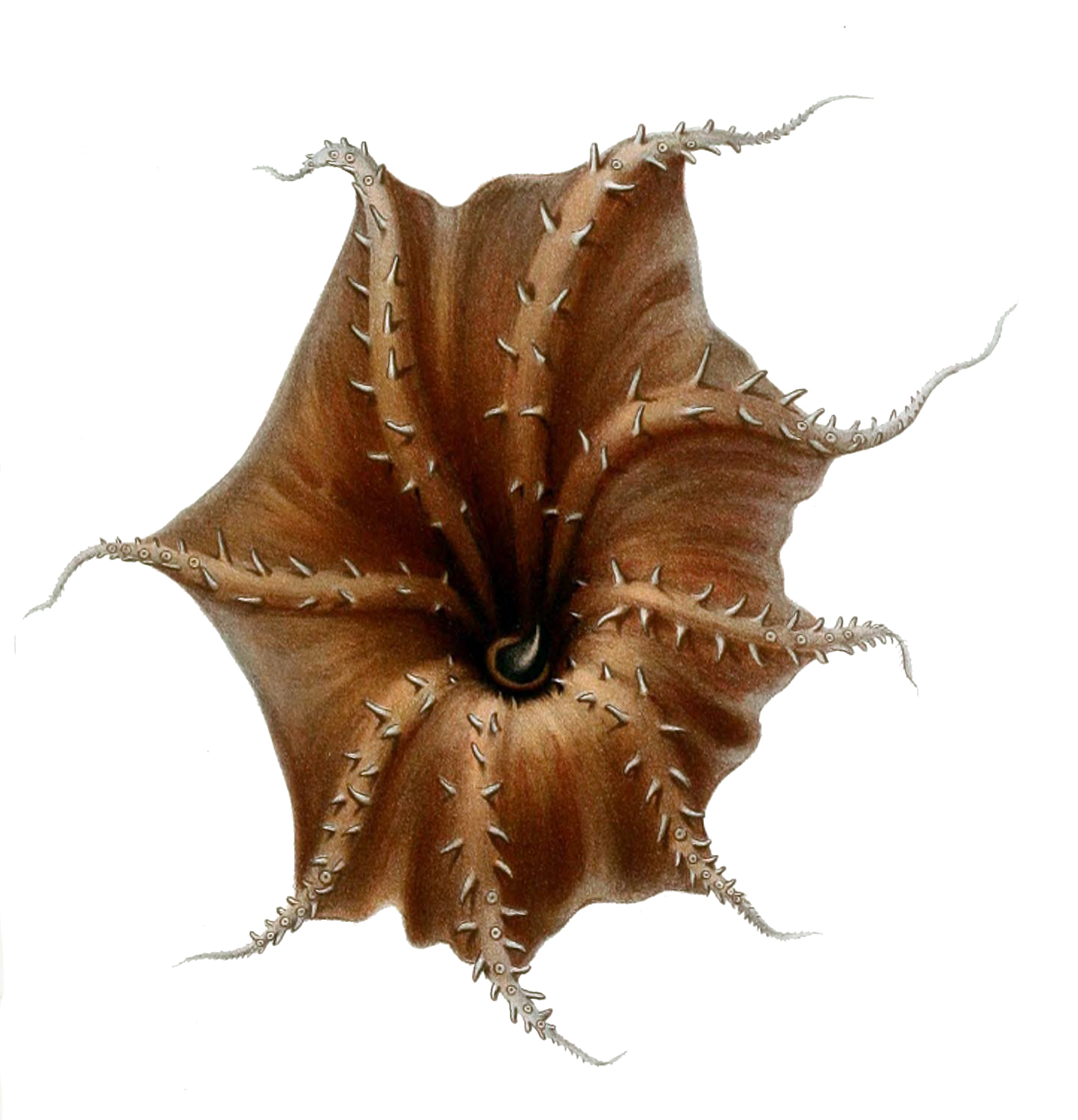
Undersidan.

Adulta individer har ett par små fenor som sticker ut från sidan av manteln. De vuxna djuren tar sig framförallt fram genom att slå med dessa fenor. Deras näbbliknande käke är vit. Inne i "kappan" finns två fickor där den förvarar de två långa känseltrådarna. Dessa trådar är analoga med de tioarmade bläckfiskarnas tentakler, och är mycket längre än bläckfiskens armar, men ursprunget är ett helt annat.
Vampyrbläckfisken är nästan helt täckt av ljusproducerande organ som kallas fotoforer, som bland annat kan skapa desorienterande ljusblixtar. Tid, intensitet och storlek på blixtarna kan varieras. Flertalet fotoforer är små men blir större och mer komplexa längst ut på armarna och vid roten av de två fenorna. Två stora, vitaktiga områden på huvudet, som man tidigare trodde också var fotoforer, är nu identifierade som ljusreceptorer.
Dess kromatoforer (pigmentorgan) som är vanliga hos flertalet bläckfiskar är dåligt utvecklade hos vampyrbläckfisken. Den är därmed oförmögen till att ändra färg för att kamouflera sig som många av de ytlevande bläckfiskarna gör, men denna skyddsmekanism skulle ändå vara meningslös på det mörka djup där den lever.

## Habitat och anpassningar
Vampyrbläckfisken lever på extrema djup för att vara en bläckfisk, på 600–900 meters djup eller mer där det nästan inte finns något dagsljus. På dessa djup finns det också väldig lite syre, vilket gör att vanlig metabolism inte fungerar.
För att klara detta liv har djuret utvecklat flera anpassningar. Av alla djuphavslevande bläckfiskar har vampyrbläckfisken den lägsta ämnesomsättningen. Hemocyaninet i dess blåa blod binder och transporterar syre effektivare än hos någon annan bläckfisk, och den har gälar med mycket stora ytor. Djuret har svag muskulatur, men behöver små ansträngningar för att behålla smidighet och flytkraft på grund av sofistikerade statocyster, vilket är balansorgan besläktade med de i människans inneröra, och ammoniumrik geléartad kroppsvävnad vars densitet är nära det omgivande havsvattnets.
Som många andra djuphavslevande bläckfiskar saknar den håligheter för att förvara bläck, men den kan krypa ihop, med armarna över huvudet och spruta mindre doser. När den blir utsatt för hög stress kan den utsöndra ett moln av självlysande slem, som kan lysa i nära 10 minuter, vilket förvirrar en predator och tillåter bläckfisken att försvinna i mörkret. Detta försvar använder den sällan eftersom produktionen av detta slem är mycket kostsam för ämnesomsättningen.

## Utveckling och reproduktion

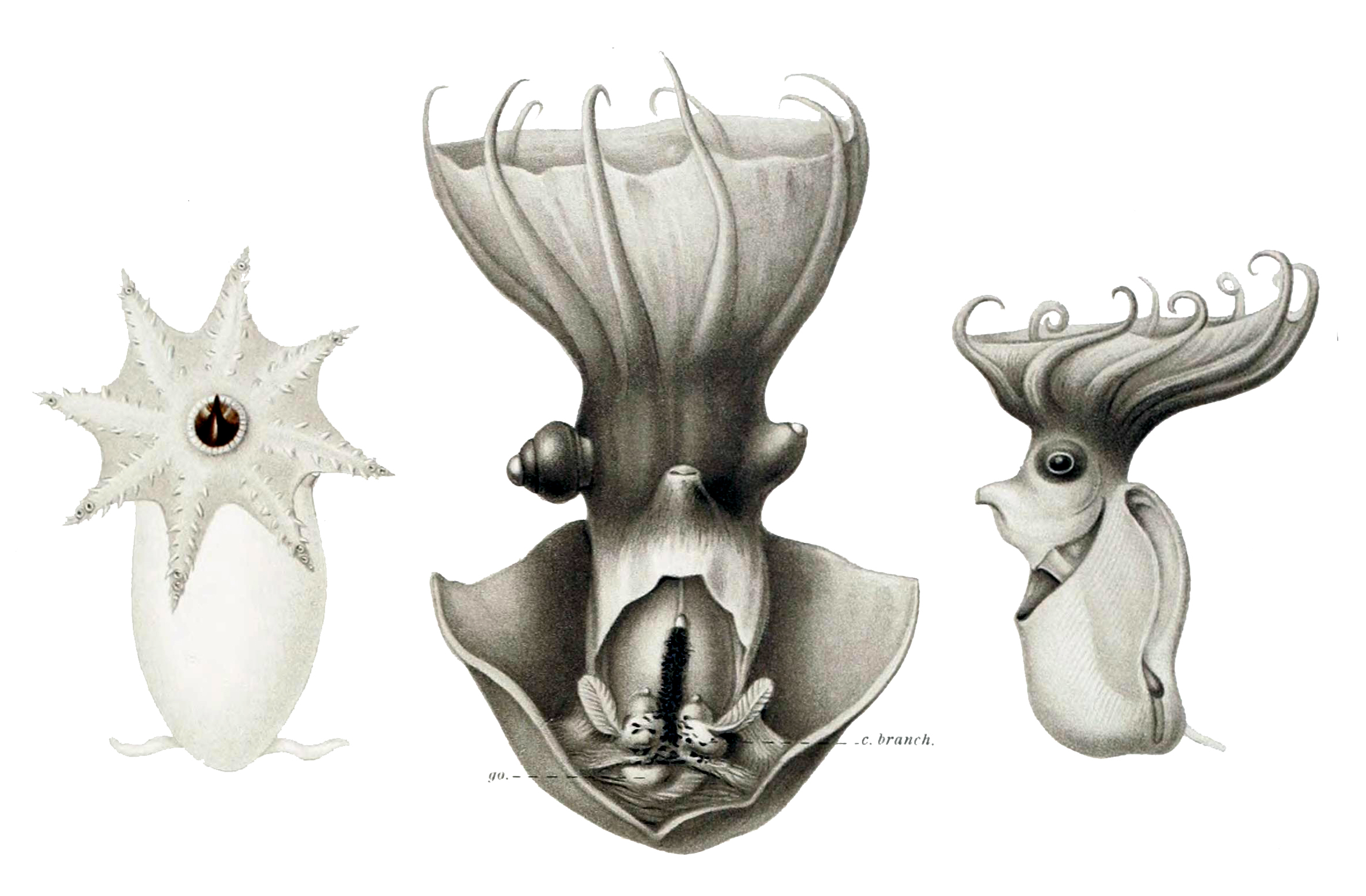
Dissekerad adult (i mitten) och två unga specimen.

Få detaljer om vampyrbläckfiskens ontogeni är kända. Den har tre utvecklingsstadier. De mycket unga djuren har ett enda par fenor, en mellanform har två par, och det adulta djuret har återigen bara ett par. Under tidigaste och mellanliggande utvecklingsstadierna har den ett par fenor nära ögonen. När djuret utvecklas försvinner dessa gradvis under tiden som den andra paret utvecklas.
När djuret växer förändras förhållandet mellan ytarea och volym. För att djuret ska kunna röra sig effektivt växer därför fenorna och får en annan placering. Det unga djuret använder främst jetkraft för att röra sig framåt medan det vuxna djuret använder fenorna. Denna unika ontogeni ledde tidigare till att man trodde att det rörde sig om flera olika arter vilka placerades i egna familjer.
Utifrån kunskap om andra djuphavslevande bläckfiskar kan man dra slutsatsen att vampyrbläckfisken förmodligen förökar sig genom ett litet antal, mycket stora ägg. Tillväxten är långsam, eftersom födotillgången är liten. Den enorma storleken på deras livsmiljö tillsammans med den glesa populationen gör att möten som leder till fortplantning är en slumpartad händelse. Eventuellt lagrar honan hanens spermatofor under lång tid innan hon låter ägget bli befruktat. När ägget väl är befruktat kan det ta upp till 400 dagar innan det kläcks. Mot slutet av denna period äter honan ingenting och hon dör kort efter att ungen är kläckt.